# 茲納緬卡區 (烏克蘭)

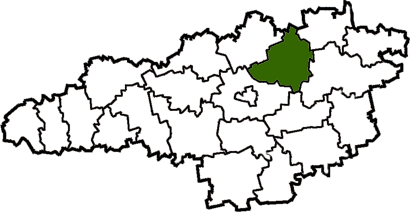
茲納姆揚卡區在基洛夫格勒州的位置

茲納緬卡區（烏克蘭語：Знам'янський район），曾是烏克蘭中部基洛夫格勒州的一個區，行政中心設於茲納緬卡，面積1,334平方公里，2013年人口23,806，人口密度每平方公里17.85人。
该区在2020年乌克兰行政区划改革中撤销，其区域并入克罗皮夫尼茨基区。